# 시모타카이군

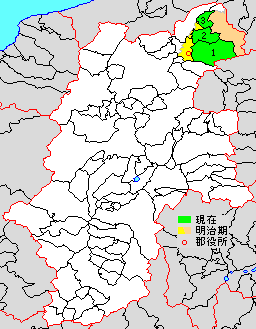
군의 위치

시모타카이군(일본어: 下高井郡, しもたかいぐん)은 일본 나가노현의 군이다.
인구 17,981명, 면적 423.18km², 인구밀도 42.5명/km².(2025년 3월 1일, 추계인구)
이하 1정 2촌으로 구성된다.
- 야마노우치정(山ノ内町)
- 기지마다이라촌(木島平村)
- 노자와온센촌(野沢温泉村)

## 군역
1879년 행정 구역으로 발족 당시의 군역은 위의 1정 2촌 외에 아래 구역에 해당한다.
- 나카노시의 대부분
- 이야마시의 일부
- 시모미노치군 사카에촌의 대부분

## 역사
- 1879년 1월 4일 - 군구정촌 편제법이 나가노현에서 시행되면서, 다카이군의 일부 구역으로 시모타카이군이 발족.

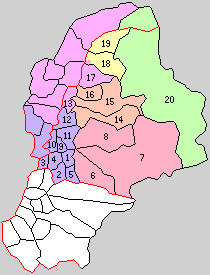
1.나카노정 2.엔토쿠촌 3.다카오카촌 4.히라노촌 5.히노촌 6.호나미촌 7.히라오촌 8.요마세촌 9.히라오카촌 10.나가오카촌 11.시나노촌 12.야마토촌 13.기지마촌 14.가미키지마촌 15.오고촌 16.호타카촌 17.다카노촌 18.도요사토촌 19.이치카와촌 20.사카이촌 (보라:나카노시 분홍:이야마시 빨강:야마노우치정 등색:기지마다이라촌 노랑:노자와온센촌 녹색:시모미노치군 사카에촌)

- 1889년 4월 1일 - 정촌제 시행으로, 아래의 정촌이 발족.(1정 19촌)
  - 나카노정(中野町), 엔토쿠촌(延徳村), 다카오카촌(高丘村), 히라노촌(平野村), 히노촌(日野村)]: 현 나카노시
  - 호나미촌(穂波村), 히라오촌(平穏村), 요마세촌(夜間瀬村): 현 야마노우치정
  - 히라오카촌(平岡村), 나가오카촌(長丘村), 시나노촌(科野村), 야마토촌(倭村): 현 나카노시
  - 기지마촌(木島村): 현 이야마시
  - 가미키지마촌(上木島村), 오고촌(往郷村), 호타카촌(穂高村): 현 기지마다이라촌
  - 다카노촌(高野村): 현 이야마시
  - 도요사토촌(豊郷村), 이치카와촌(市川村): 현 노자와온센촌
  - 사카이촌(堺村): 현 시모미노치군 사카에촌
- 1892년 10월 14일 - 다카노촌이 도요사토촌의 일부를 편입한 후에 개칭하여 미즈호촌(瑞穂村)이 됨.
- 1894년 4월 1일 - 히노촌의 일부가 나카노정에 편입.
- 1953년 8월 18일 - 도요사토촌이 노자와온센촌(野沢温泉村)으로 개칭.
- 1954년
  - 4월 1일 - 히라오촌이 정제 시행으로 히라오정(平穏町)이 됨.(2정 18촌)
  - 7월 1일 - 나카노정·히노촌·엔토쿠촌·히라노촌·나가오카촌·히라오카촌·다카오카촌·시나노촌·야마토촌이 합병하여, 나카노시(中野市)가 발족, 군에서 이탈.(1정 10촌)
  - 8월 1일 - 기지마촌·미즈호촌이 시모미노치군 이야마정·아키쓰촌·야나기하라촌·도자마촌·도키와촌과 합병하여 이야마시(飯山市)가 발족, 군에서 이탈.(1정 8촌)
- 1955년
  - 2월 1일 - 호타카촌·오고촌·가미키지마촌이 합병하여, 기지마다이라촌(木島平村)이 발족.(1정 6촌)
  - 4월 1일(1정 4촌)
    - 히라오정·호나미촌·요마세촌이 합병하여, 야마노우치정(山ノ内町)이 발족.
    - 노자와온센촌이 이야마시의 일부를 편입.
- 1956년 9월 30일(1정 2촌)
  - 사카이촌이 시모미노치군 미노치촌과 합병하여 시모미노치군 사카에촌이 발족, 군에서 이탈.
  - 노자와온센촌·이치카와촌이 합병하여, 새로이 노자와온센촌이 발족.

## 같이 보기
- 가미타카이군